# Leichtathletik-Europameisterschaften 1954/10.000 m Gehen der Männer

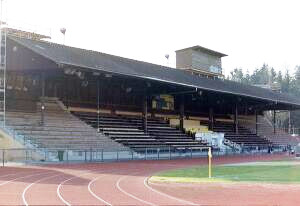
Tribüne des Stadions Neufeld in Bern

Das 10.000-Meter-Gehen der Männer bei den Leichtathletik-Europameisterschaften 1954 wurde am 26. August 1954 im Stadion Neufeld in Bern ausgetragen. Der Wettbewerb stand letztmals auf dem Programm der Europameisterschaften und wurde ab 1958 vom 20-km-Gehen abgelöst.
In diesem Wettbewerb gab es mit Silber und Bronze zwei Medaillen für die Sowjetunion. Europameister wurde der Tschechoslowake Josef Doležal. Er gewann vor Anatoli Jegorow und Sergei Lobastow.

## Rekorde

### Bestehende Rekorde
| Weltrekord           | 42:39,6 min | Werner Hardmo | Kumla, Schweden     | 9. September 1945 |
| Europarekord         | 42:39,6 min | Werner Hardmo | Kumla, Schweden     | 9. September 1945 |
| Meisterschaftsrekord | 46:01,8 min | Fritz Schwab  | EM Brüssel, Belgien | 24. August 1946   |

### Rekordverbesserung
Der tschechoslowakische Europameister Josef Doležal verbesserte den EM-Rekord im Wettkampf am 26. August um genau eine Minute auf 45:01,8 Minuten. Zum Europa-, gleichzeitig Weltrekord, fehlten ihm 2:22,2 Minuten.

## Durchführung
Hier gab es keine Vorausscheidungen. Die gemeldeten Geher traten gemeinsam zum Wettbewerb an.

## Finale

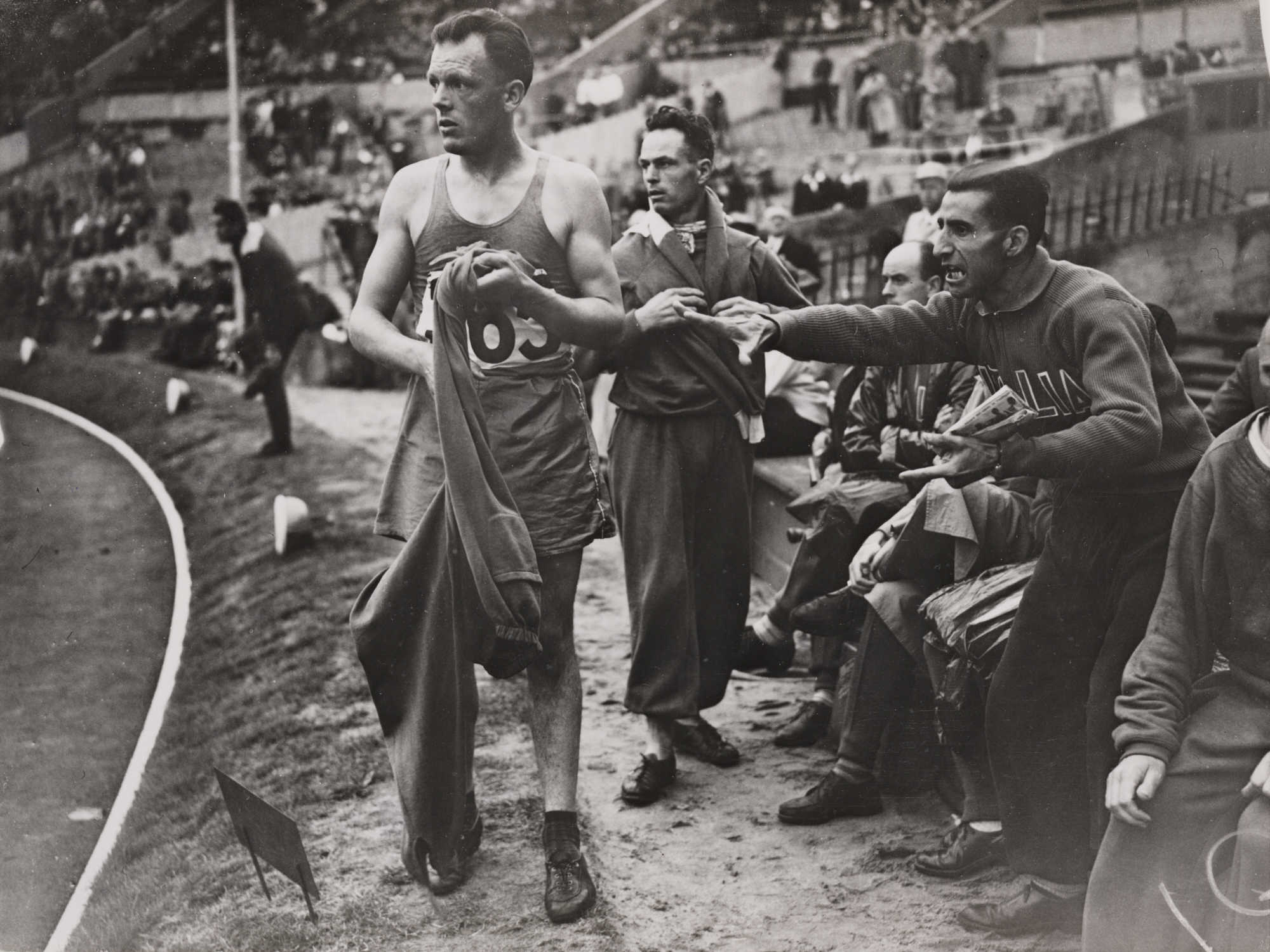
Der siebtplatzierte Louis Chevalier
nach seiner Disqualifikation bei
den Olympischen Spielen 1948

26. August 1954, 14:30 Uhr
| Platz | Name                 | Nation           | Zeit (min) |
| ----- | -------------------- | ---------------- | ---------- |
| 1     | Josef Doležal        | Tschechoslowakei | 45:01,8 CR |
| 2     | Anatoli Jegorow      | Sowjetunion      | 45:53,0    |
| 3     | Sergei Lobastow      | Sowjetunion      | 46:21,8    |
| 4     | Ake Rundlöf          | Schweden         | 46:48,0    |
| 5     | Brian Hawkins        | Großbritannien   | 46:52,8    |
| 6     | Gabriel Reymond      | Schweiz          | 47:08,8    |
| 7     | Louis Chevalier      | Frankreich       | 47:12,0    |
| 8     | Fritz Schwab         | Schweiz          | 47:21,6    |
| 9     | George Coleman       | Großbritannien   | 47:37,4    |
| 10    | Jindřich Malý        | Tschechoslowakei | 48:35,8    |
| 11    | Roland Griset        | Frankreich       | 48:38,2    |
| 12    | Rangvald Thunestvedt | Dänemark         | 49:00,4    |
| 13    | Gunnar Ljunggren     | Schweden         | 49:19,6    |
| 14    | Leo Rosschou         | Dänemark         | 50:52,6    |
| DNF   | Claus Biethan        | BR Deutschland   |            |
| DSQ   | Haralambie Racescu   | Rumänien         |            |